# Ernest Gardner
Ernest Arthur Gardner, född 1862, död 1939, var en brittisk arkeolog och konsthistoriker. Han var bror till Percy Gardner.
Gardner var direktor för den engelska arkeologiska skolan i Aten 1887-1895 och därefter professor vid University College London till 1902. Han företog ett flertal utgrävningar i Grekland, på Cypern och i Egypten (Naukratis) samt författade bland annat Introduction to Greek Epigraphy (1887), A Handbook of Greek Sculpture (1896-97), Ancient Athens (1902), Religion and Art in Ancient Greece (1910). Gardner var 1880-96 medutgivare av Journal of Hellenic Studies.